# Autoba brachygonia
Autoba brachygonia là một loài bướm đêm trong họ Erebidae.